# Luminile Nordului
Northern Lights (intitulat The Golden Compass în America de Nord) este un roman fantasy pentru tineri de Philip Pullman, publicat în 1995 de Scholastic UK. Amplasat într-un univers paralel, urmărește călătoria Lyrei Belacqua în Arctica în căutarea prietenului ei dispărut, Roger Parslow, și a Lordului Asriel⁠(d), care a efectuat experimente cu o substanță misterioasă cunoscută sub numele de Praf.
Northern Lights este prima carte a trilogiei Materiile întunecate. Alfred A. Knopf a publicat prima ediție din SUA în aprilie 1996, sub numele The Golden Compass, care a fost adaptat ca lungmetraj din 2007 și ca un joc video. Cartea a fost, de asemenea, adaptată ca serial TV în 2019 sub numele His Dark Materials .
Pullman a câștigat medalia Carnegie din 1995 de la Asociația Bibliotecii, recunoscând cartea britanică extraordinară pentru copii a anului.

## Rezumat

### Plasare
Romanul este plasat într-o lume dominată de Magisterium, o teocrație care suprimă în mod activ erezia și de daimoni, parte a sufletului sub formă de animal. Un dispozitiv de graficare important este aletiometrul, un cititor de simboluri care spune adevărul. Setând mâinile aletiometrului pentru a indica simboluri în jurul unui cadran, un practicant calificat poate pune întrebări, la care se răspunde prin mișcarea unei mâini suplimentare.

### Plot
Lyra Belacqua, în vârstă de doisprezece ani, se află la Colegiul Jordan         din Oxford, sub tutela maestrului colegiului. Într-o zi, ea este martoră la vinul otrăvitor destinat Lordului Asriel⁠(d) . Ea îl avertizează pe Asriel, despre care crede că este unchiul ei, să nu bea vinul, apoi îl spionează pe prelegerea lui despre Praf, particule elementare misterioase atrase de adulți mai mult decât de copii. Asriel le arată oamenilor de știință imagini ale unui univers paralel văzut prin Luminile Nordice în mijlocul unei concentrații de praf.
Cel mai bun prieten al Lyrei, Roger, dispare, presupus că a fost răpit de răpitori de copii cunoscuți sub numele de Gobleri. Doamna Coulter o duce pe Lyra acasă la Londra, dar înainte ca Lyra să părăsească Colegiul Jordan, Maestrul îi încredințează un aletiometru, un dispozitiv ciudat de a spune adevărul, pe care învață rapid să-l folosească intuitiv. După câteva săptămâni, Lyra descoperă că Coulter este șefa Goblerilor, un proiect secret finanțat de Biserică. Îngrozită, Lyra fuge și este găsită de Gipți, nomazi care merg pe canale, dintre ai căror copii au fost răpiți. Ei îi dezvăluie Lyrei că Lordul Asriel și doamna Coulter sunt părinții ei.
Gipții formează o expediție în Arctica cu Lyra, unde cred că Gobleri îi țin copiii. Ei se opresc în Trollesund⁠(d), unde Lyra îl întâlnește pe Iorek Byrnison, moștenitorul regal deposedat al Panserbjørne⁠(d) (urșilor). Lyra își folosește aletiometrul pentru a localiza armura dispărută a lui Iorek; în schimb, el și prietenul său aeronaut, Lee Scoresby, se alătură grupului ei. De asemenea, află că Lordul Asriel a fost exilat, păzit de panserbjørne de pe Svalbard. Consulul vrăjitoarelor din Trollesund le spune Gipților despre o profeție despre Lyra pe care ea nu trebuie să o cunoască și că clanurile vrăjitoarelor aleg părți pentru un război viitor.
Grupul de căutare continuă spre Bolvangar, stația de cercetare a Goblerilor. Ghidată de aletiometru, Lyra ocolește printr-un sat și descoperă un copil abandonat. Ea își dă seama că Goblerii experimentează pe copii rupând legătura dintre om și daimon, un proces de despărțire a sufletului numit intercizie . Lyra și tovarășii ei sunt atacați de vânători, iar Lyra este capturată și dusă la Bolvangar, unde se reunește pentru scurt timp cu Roger. Chiar înainte ca acest lucru să se întâmple, doamna Coulter sosește și oprește procesul.
Lyra activează alarma de urgență din Bolvangar, dă foc stației și evacuează copiii, unde sunt salvați de Gipți și de clanul vrăjitoarelor, care se luptă cu însoțitorii stației în timp ce Lyra, Roger și Iorek fug cu balonul cu aer cald al lui Lee Scoresby. Lyra le îndrumă vrăjitoarelor să tragă balonul către Asriel în Svalbard, dar ea cade și este dusă de panserbjørne la castelul regelui lor uzurpator, Iofur Raknison . Ea îl păcălește pe Iofur să se lupte cu Iorek, care sosește pentru a o salva pe Lyra. Iorek îl ucide pe Iofur și își recâștigă locul de rege de drept.
Lyra, Iorek și Roger continuă spre Svalbard, unde Lordul Asriel și-a continuat cercetările de Praf. El îi spune Lyrei tot ce știe despre Praf: că a dat naștere universurilor paralele, este cumva legat de moarte și mizerie și că Biserica crede că este baza fizică a păcatului.  Lyra, Iorek și escadrila lui de urși se luptă cu vrăjitoarele care sunt aliate cu Asriel. Doamna Coulter și tătarii sosesc cu o navă militară și îi atacă pe urși. În timpul bătăliei, doamna Coulter o urmează pe Lyra până în vârful muntelui. Lordul Asriel îl desparte pe Roger de daimonul său, ucigându-l și eliberând o cantitate enormă de energie care rupe o gaură în Aurora Nordică într-un univers paralel, prin care el pășește. Devastați, Lyra și Pantalaimon trec și ei prin portalul creat.

## Personaje
List of His Dark Materials and The Book of Dust characters
| </img></img> Stânga: Dumnezeu mânuind busolele de aur, de William Blake . Dreapta: Isus ca geometru într-un manuscris iluminat medieval din secolul al XIII-lea, de autor necunoscut. |

În timpul pre-publicării romanului, trilogia potențială a fost cunoscută în Marea Britanie sub numele de Busolele de aur, o aluzie la delimitarea poetică a lumii de către Dumnezeu. Termenul provine dintr-o linie din Paradisul pierdut al lui Milton , unde denotă busola de desenare folosită de Dumnezeu pentru a stabili și a stabili o graniță circulară a întregii creații:
În SUA, editorul Knopf a numit prima carte The Golden Compass (singular), pe care a înțeles-o în mod eronat ca o referire la aletiometrul Lyrei (reprezentat pe coperta din capul acestui articol), din cauza asemănării dispozitivului cu o busolă de navigație . Până când Pullman înlocuise The Golden Compass cu His Dark Materials ca denumire a trilogiei, editorul american devenise atât de atașat de titlul original încât a insistat să publice prima carte ca The Golden Compass, mai degrabă decât ca Northern Lights, titlu folosit în Marea Britanie și Australia. 

## Recepție critică

### Premii
Pullman a câștigat atât medalia anuală Carnegie pentru cărțile britanice pentru copii  cât și premiul anual Guardian Children’s Fiction Prize for Northern Lights, un premiu pe care autorii îl pot câștiga o singură dată în viață.  Șase cărți au câștigat ambele premii în 45 de ani până în 2011. [lower-alpha 1]
În SUA, The Golden Compass a fost numit Booklist Editors Choice – În partea de sus a listei, Cartea săptămânală a anului a editorilor, o carte de onoare pentru fanfara cu corn și o carte Buletin Blue Ribbon în 1996. 

### Religie
Unii critici au afirmat că trilogia și filmul prezintă în mod negativ bisericile organizate și religia,   în timp ce alții – în special Dr. Rowan Williams, fost arhiepiscop de Canterbury – au susținut că lucrările lui Pullman ar trebui incluse în cursurile de educație religioasă.  Jurnalistul Peter Hitchens vede serialul His Dark Materials ca o respingere directă a Cronicilor din Narnia de CS Lewis .  Criticul literar Alan Jacobs de la Colegiul Wheaton din Illinois a sugerat că Pullman a reformat seria Narnia, înlocuind o viziune teistă asupra lumii cu una rousseauistă . 

## Adaptări
New Line Cinema a lansat o adaptare de lungmetraj a romanului numit The Golden Compass în decembrie 2007. Chris Weitz a adaptat romanul și a regizat și filmul. Dakota Blue Richards, la debutul ei în film, a jucat-o pe Lyra. Distribuția a inclus Nicole Kidman, Daniel Craig, Eva Green, Ian McKellen, Sam Elliott, Derek Jacobi și Christopher Lee .
Sega a lansat un joc video al adaptării cinematografice a cărții, intitulat The Golden Compass și dezvoltat de Shiny Entertainment, pe 4 decembrie 2007. Jucătorii își asumă rolul Lyrei în timp ce călătorește prin deșeurile înghețate ale Nordului în încercarea de a-și salva prietena răpită de o organizație misterioasă cunoscută sub numele de Gobblers. Călătoresc cu ea un urs polar blindat și demonul ei Pantalaimon (Pan). Împreună, ei trebuie să folosească un aletiometru care spune adevărul și alte obiecte pentru a explora pământul și a se lupta prin confruntări pentru a-l ajuta pe prietenul Lyrei. Busola de Aur prezintă un amestec de lupte și rezolvare de puzzle-uri cu trei personaje. 
Pe 3 noiembrie 2019, BBC One a început difuzarea adaptării lor TV a lui His Dark Materials . Această primă serie acoperă în principal evenimente din Northern Lights . A avut premiera pe HBO pe 4 noiembrie 2019 în Statele Unite. Serialul a fost produs de Bad Wolf și New Line Cinema  și regizat de Tom Hooper . Membrii distribuției au inclus Dafne Keen, James McAvoy, Ruth Wilson, Lin-Manuel Miranda, Ian Gelder și Ruta Gedmintas .